# 14 de marzo
El 14 de marzo es el 73.er (septuagésimo tercer) día del año del calendario gregoriano, el 74.o en años bisiestos. Es el último día del primer quinto del año. Quedan 292 días para finalizar el año.

## Acontecimientos
- 44 a. C.: Casca y Casio deciden la noche antes del asesinato a Julio César, que Marco Antonio debería vivir.
- 313: el emperador Jin Huidi es ejecutado por el Liu Cong, legislador del estado Xiongnu.
- 1074: en la aldea de Loznica, 134 km al oeste de Belgrado (Hungría), los duques Géza y Ladislao derrotan a su primo Salomón de Hungría en la batalla de Mogyoród, lo que lo obliga a huir a la frontera occidental de Hungría.
- 1381: Chioggia formaliza una alianza con Zadar y Trogir contra Venecia, que cambia en 1412 en Šibenik.
- 1489: la reina de Chipre, Caterina Cornaro, cede su reino a Venecia.
- 1492: en España, la reina Isabel la Católica ordena la conversión de los judíos españoles al cristianismo o de lo contrario serán expulsados.
- 1516: en Flandes, contra la voluntad del Consejo de Castilla, y sin que su madre hubiera sido declarada incapaz de reinar, el príncipe Carlos de Gante se hace proclamar rey de Castilla y Aragón «juntamente con la católica reina».
- 1519: en las costas del golfo de México desembarca Hernán Cortés con setecientos hombres para emprender la conquista del país.
- 1590: Batalla de Ivry: Enrique IV de Francia y los hugonotes derrotan las fuerzas de la Liga católica bajo el ducado de Mayenne durante las Guerras de religión de Francia.
- 1647: en Europa —en el marco de la guerra de los Treinta Años— Baviera, Colonia, Francia y Suecia firman la Tregua de Ulm.
- 1780: Guerra de Independencia de los Estados Unidos: las fuerzas españolas capturan Fort Charlotte en Mobile (Alabama), la última frontera capaz de amenazar la colonia española de Nueva Orleans.
- 1782: en Wuchale (Etiopía) el rey Tekle Guiorguis vence a un grupo de indígenas oromo.
- 1794: en Estados Unidos, Eli Whitney obtiene una patente para la desmotadora de algodón.
- 1800: en Roma, el cardenal Barnaba Chiaramonti es elegido papa con el nombre de Pío VII.
- 1804: llega a La Habana el científico alemán Alexander von Humboldt en su segunda visita a Cuba.
- 1844: en el estado de Florida (Estados Unidos), 210 km al norte de Miami (que en esa época no existía) se funda el condado de Santa Lucía.
- 1859: en las cercanías de La Serena (Chile), tiene lugar la batalla de Los Loros, episodio bélico de la Revolución de 1859.
- 1861: en Turín (Italia) la Cámara de Diputados proclama el Estado unitario.
- 1880: en Montevideo (Uruguay), Francisco Antonino Vidal Silva asume la presidencia de la República.
- 1888: en los estados de Nueva Jersey, Nueva York, Massachusetts y Connecticut (Estados Unidos) termina el cuarto día de la Gran Tormenta de Nieve de 1888, con vientos de 72 km/h. Cayeron más de 120 cm, haciendo que la gente quede encerrada en sus casas durante una semana.
- 1903: el Senado de los Estados Unidos ratifica el Tratado Hay-Herrán, que otorga a los Estados Unidos el derecho de construir el Canal de Panamá. El Senado de Colombia luego rechazaría el tratado.
- 1903: en el estado de Baja California (México) se funda la ciudad de Mexicali.
- 1905: en el distrito Chelsea de la ciudad de Londres (Reino Unido) se funda el Chelsea Football Club.
- 1909: en Barcelona (España) se inaugura el Camp del Carrer Indústria, antiguo estadio del Fútbol Club Barcelona.
- 1915: frente a la costa chilena —en el marco de la Primera Guerra Mundial—, la marina de guerra británica hunde el acorazado alemán SMS Dresden.
- 1916: durante la Batalla de Verdún (en la Primera Guerra Mundial), las tropas alemanas toman los altos del Mort-Homme.
- 1918: en el Kremlin de Moscú se establece la nueva sede del gobierno soviético.
- 1926: a 3,8 km al nornoroeste del centro de la ciudad de San José de Costa Rica sucede la tragedia del Virilla (el peor accidente ferroviario de la Historia de ese país): descarrilan tres vagones y caen en el cañón del río Virilla. Mueren 385 peregrinos que iban a visitar la Basílica de los Ángeles (en las afueras de Cartago).
- 1936: en la República española, la Falange Española (quasi-fascista) es declarada ilegal y se arresta a sus dirigentes, entre ellos José Antonio Primo de Rivera, acusado de «quebrantamiento de clausura gubernativa» del local de Falange.
- 1939: en Checoslovaquia ―en el marco de la Segunda Guerra Mundial― tropas alemanas ocupan las provincias de Bohemia y Moravia.
- 1941: en Antímano, al oeste de la ciudad de Caracas (Venezuela) se crea la Cervecería Polar, con un capital totalmente venezolano. Actualmente se le conoce como Empresas Polar.
- 1942: en España se crea la medalla al Mérito en el Trabajo.
- 1944: en España regresan los miembros de la Legión Española, los últimos de la División Azul.
- 1948: En Washington (Estados Unidos) el Senado aprueba el Plan Marshall.
- 1949: en Estados Unidos, unos 450 000 mineros estadounidenses comienzan una huelga por exigencias salariales.
- 1951: en el marco de la guerra de Corea, tropas de la Organización de las Naciones Unidas conquistan Seúl por segunda vez.
- 1953: en la Unión Soviética, Nikita Jrushchov es elegido secretario del Partido Comunista.
- 1959: en Italia, Aldo Moro accede a la secretaría general de la Democracia Cristiana.
- 1960: en Panamá, Fernando Eleta funda el canal RPC Televisión.
- 1961: En La Habana, guerrilleros contrarrevolucionarios incendian con gelatina inflamable y de manera sincronizada dos tencents (tiendas de conveniencia) en calle Monte y Suárez y de Obispo y Habana, ocasionando varios heridos y grandes pérdidas.[1]
- 1964: en Dallas (Texas) un jurado declara a Jack Ruby culpable del asesinato de Lee Harvey Oswald ―quien a su vez se cree que asesinó al presidente John F. Kennedy― y lo condena a la silla eléctrica.
- 1972: en Nueva York (Estados Unidos) se estrena la película El padrino.
- 1978: en Guatemala, la Asamblea Legislativa elige al general Fernando Romeo Lucas-García como nuevo presidente de la República. Comienza el peor período del genocidio guatemalteco.
- 1978: en Angola comienza la batalla de Cuito Cuanavale.
- 1979: en la Ciudad de México, un sismo con magnitud 7.6° en la escala de Richter y epicentro en Petatlán (Guerrero) causa el derrumbe de la Universidad Iberoamericana afortunadamente sin causar víctimas.
- 1982: en la ciudad de Anaheim (estado de California), la banda Metallica da su primer recital en Radio City.
- 1984: en el centro de Belfast (Irlanda del Norte), Gerry Adams, líder del Sinn Féin, resulta gravemente herido en un intento de asesinato.
- 1985: en Uruguay son liberados todos los presos políticos, dos semanas después del fin de la dictadura militar (1973-1985).
- 1989: En Managua (Nicaragua) la Asamblea Nacional aprueba un indulto que beneficia a la mayoría de los guardias somocistas encarcelados.
- 1993: Andorra aprueba su Constitución en referéndum popular.
- 1993: en Nueva York (Estados Unidos), la ONU denuncia a seis jefes militares de El Salvador por el asesinato de jesuitas.
- 1994: se publica la versión 1.0.0 del núcleo Linux.
- 1995: España: se aprueban los Estatutos de Autonomía para las ciudades autónomas de Ceuta y Melilla.
- 2001: en Génova (Italia) se realiza la «contracumbre» del G8.
- 2003: Se estrena Scooby-Doo y la leyenda del vampiro, la cual es la primera película de Scooby-Doo directo a vídeo que tiene el estilo de animación más plano y brillante de la serie desde «¿Qué hay de nuevo, Scooby-Doo?».
- 2004: en España el Partido Socialista Obrero Español gana las elecciones generales.
- 2004: en Rusia, Vladímir Putin es reelegido presidente.
- 2005: en Beirut (Líbano) ocurren protestas masivas contra la influencia siria.
- 2007: eclipse penumbral total visible en África con el ciclo Saros 113, no ocurrirá otro eclipse penumbral total hasta el 14 de marzo de 2042.
- 2010: el 80 % de Chile queda sin suministro eléctrico en el Apagón de Chile de 2010.
- 2013: en China, Xi Jinping es elegido presidente en la Asamblea Popular Nacional.
- 2018: en Brasil es asesinada la concejal y luchadora social carioca Marielle Franco.
- 2019: la misión tripulada Soyuz MS-12 despega rumbo a la Estación Espacial Internacional.
- 2020: en España se aprueba el real decreto por el cual se establece el Estado de alarma y el confinamiento debido a la pandemia de COVID-19.[2]

## Nacimientos
- 1271: Esteban I, aristócrata bávaro (f. 1310).
- 1665: Giuseppe Maria Crespi, pintor italiano (f. 1747).

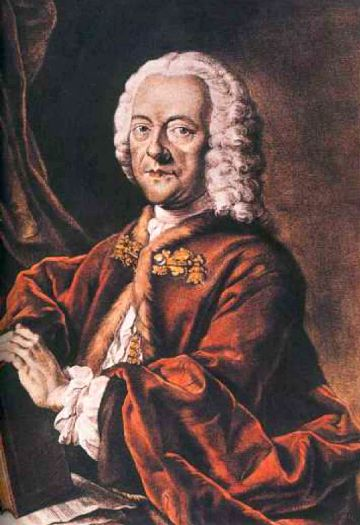
Georg Philipp Telemann.

- 1681: Georg Philipp Telemann, compositor barroco alemán (f. 1767).
- 1692: Pieter van Musschenbroek, físico neerlandés (f. 1761).
- 1701: Antonio Alcalde y Barriga, prelado español (f. 1792).
- 1727: Johann Gottlieb Goldberg, músico alemán (f. 1756).
- 1754: Pepe-Hillo (José Delgado Guerra), torero español (f. 1801).
- 1801: Kristjan Jaak Peterson, poeta estonio (f. 1822).

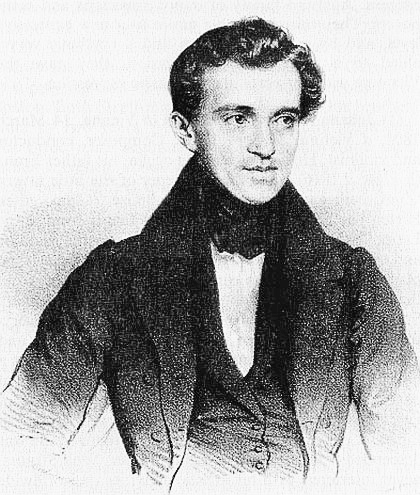
Johann Strauss.

- 1804: Johann Strauss, compositor austriaco (f. 1849).
- 1807: Josefina de Leuchtenberg, reina consorte sueca y noruega (f. 1876).
- 1820: Víctor Manuel II, aristócrata y rey italiano (f. 1878).
- 1822: Teresa Cristina de Borbón y Dos Sicilias, emperatriz brasileña (f. 1889).
- 1823: Théodore de Banville, poeta y dramaturgo francés (f. 1891).
- 1834: Jules Joseph Lefebvre, pintor francés (f. 1911).
- 1835: Giovanni Schiaparelli, astrónomo italiano (f. 1910).
- 1837: Charles Ammi Cutter, librero estadounidense (f. 1903).
- 1841: José Ros y Surió, restaurador de muebles antiguos valenciano (f. 1928).
- 1844: Lorenzo Casanova Ruiz, pintor español (f. 1900).
- 1844: Humberto I, rey italiano entre 1878 y 1900 (f. 1900).
- 1847: Antônio de Castro Alves, escritor brasileño (f. 1871).
- 1853: Ferdinand Hodler, pintor suizo (f. 1918).
- 1854: Paul Ehrlich, bacteriólogo alemán, premio nobel de medicina en 1908 (f. 1915).
- 1854: Alexandru Macedonski, escritor rumano (f. 1920).
- 1854: Thomas R. Marshall, político estadounidense (f. 1925).
- 1859: Matilde Montoya, médica mexicana, primera mujer cirujana de ese país (f. 1938).
- 1862: Vilhelm Bjerknes, físico y meteorólogo noruego (f. 1951).
- 1863: Casey Jones, conductor de trenes estadounidense (f. 1900).
- 1866: Alexei Alexeievich Troitzky, estudioso del ajedrez ruso (f. 1942).
- 1869: Algernon Blackwood, escritor británico (f. 1951).
- 1869: Frederick Drumpf, peluquero y restaurantero alemán expatriado en Estados Unidos (f. 1918), abuelo del presidente Donald Trump.
- 1870: Pedro Elías Gutiérrez, músico venezolano, autor de Alma llanera (f. 1954).
- 1876: Lev Semionovich Berg, geógrafo y biólogo ruso (f. 1950).

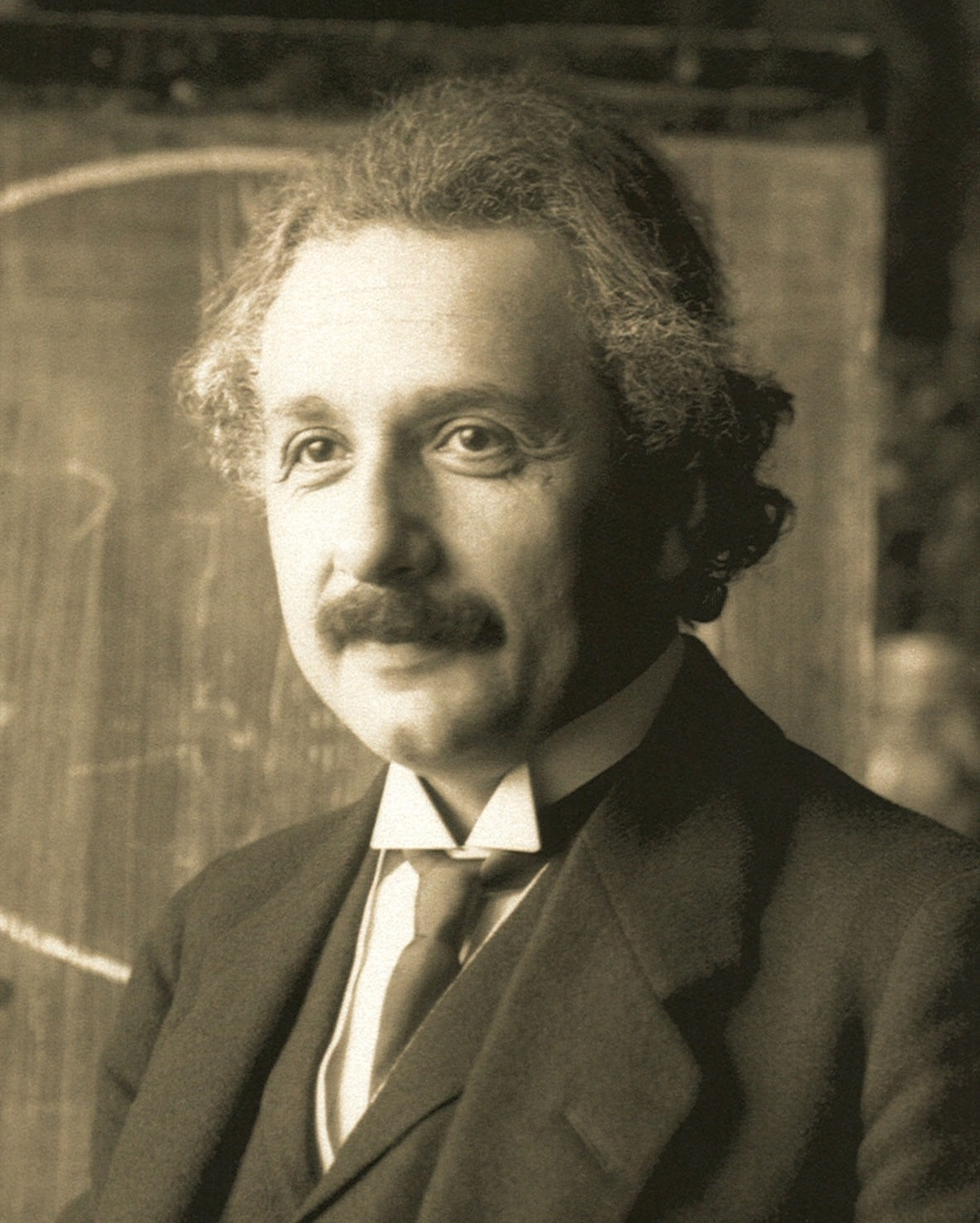
Albert Einstein.

- 1879: Albert Einstein, físico y filósofo alemán, premio nobel de física en 1921 (f. 1955).
- 1879: Tyko Sallinen, pintor finlandés (f. 1955).
- 1879: Luis Otero Mujica, militar chileno (f. 1938).
- 1882: Wacław Sierpiński, matemático polaco (f. 1969).
- 1884: Eduardo Blanco Acevedo, médico y político uruguayo (f. 1971).
- 1886: Firmin Lambot, ciclista belga (f. 1964).
- 1887: Sylvia Beach, publicista estadounidense (f. 1962).
- 1887: Charles Reisner, cineasta estadounidense (f. 1962).
- 1889: Arturo Capdevila, intelectual argentino (f. 1967).
- 1892: Mátyás Rákosi, político húngaro (f. 1971).
- 1893: Rosario Garza Sada, filántropa mexicana (f. 1994).
- 1894: Osa Johnson, aventurera, naturalista y fotógrafa estadounidense (f. 1953).
- 1901: Patxi Gamborena, futbolista español (f. 1982).
- 1902: Luis Beltrán Prieto Figueroa, maestro y político venezolano (f. 1993).
- 1903: Adolph Gottlieb, pintor y escultor estadounidense (f. 1974)
- 1903: Raimundo Rolón, presidente paraguayo (f. 1981).
- 1904: Doris Eaton Travis, actriz y bailarina estadounidense (f. 2010).
- 1904: Eduardo Aguirre Pequeño, médico y científico mexicano (f. 1988).
- 1905: Raymond Aron, filósofo, sociólogo y comentarista político francés (f. 1983).
- 1906: Floro Pérez Díaz, estudiante, dirigente y periodista cubano (f. 1932)
- 1908: Ed Heinemann, ingeniero estadounidense (f. 1991).
- 1908: Maurice Merleau-Pontý, filósofo francés (f. 1961).
- 1911: Akira Yoshizawa, artista de origami japonés (f. 2005).
- 1912: Les Brown, compositor y saxofonista estadounidense (f. 2001).
- 1914: Jaime Castillo Velasco, abogado y político chileno (f. 2003).
- 1914: Bill Owen, actor y compositor británico (f. 1999).
- 1914: Lee Petty, piloto y dueño de equipo de automovilismo (f. 2000).
- 1920: Hank Ketcham, dibujante estadounidense (f. 2001).
- 1922: China Zorrilla, actriz uruguaya (f. 2014).
- 1923: Diane Arbus, fotógrafa estadounidense (f. 1971).
- 1924: Jacques Antoine, productor televisivo francés (f. 2012).
- 1925: Onofre Lovero, director de teatro y actor argentino (f. 2012).
- 1925: Ambrosio Ortega, pintor español (f. 2015).
- 1925: Blanca Cotta, cocinera, periodista, profesora, guionista, humorista y dibujante argentina (f. 2019).
- 1928: Frank Borman, militar y astronauta estadounidense (f. 2023).
- 1928: Félix Rodríguez de la Fuente, etólogo, naturalista y presentador de televisión español (f. 1980).
- 1928: Nelly Meden, actriz argentina (f. 2004).
- 1930: Jorge Barreiro, actor argentino (f. 2009).
- 1931: Antonio Benítez Rojo, novelista cubano expatriado en Estados Unidos (f. 2005).

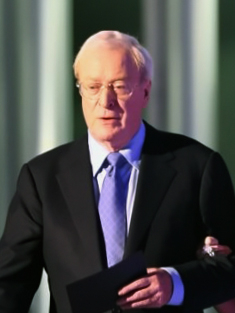
Michael Caine.

- 1933: Michael Caine, actor británico.
- 1933: Vladas Douksas, futbolista uruguayo (f. 2007).
- 1933: René Felber, político suizo (f. 2020).
- 1933: Quincy Jones, compositor y productor musical estadounidense (f. 2024).
- 1933: Manuel Piñeiro, político y militar cubano (f. 1998).
- 1934: Eugene Cernan, astronauta estadounidense (f. 2017).
- 1934: Leonid Rógozov, médico ruso que se practicó una autocirugía (f. 2000).
- 1934: Dionigi Tettamanzi, cardenal italiano (f. 2017).
- 1937: Ramón Escobar Santiago, político español (f. 2020).
- 1937: Baltasar Porcel, escritor español (f. 2009).
- 1938: Eleanor Bron, actriz y escritora británica.
- 1938: Glauber Rocha, cineasta brasileño (f. 1981).
- 1939: Pilar Bardem, actriz española (f. 2021).
- 1939: Héctor Bonilla, actor y político mexicano (f. 2022).
- 1939: Fulgencio Oróz, estudiante revolucionario cubano (f. 1959).
- 1941: Wolfgang Petersen, cineasta alemán (f. 2022).
- 1944: Manuel Raga, baloncestista mexicano.
- 1944: Roberto Ballini, ciclista italiano.
- 1945: Walter Parazaider, saxofonista estadounidense (Chicago).
- 1946: Gianni Bella, cantautor italiano.
- 1946: Steve Kanaly, actor estadounidense.
- 1946: Wes Unseld, baloncestista estadounidense (f. 2020).
- 1946: Álvaro Arzú, político y empresario guatemalteco, presidente de Guatemala entre 1996 y 2000 (f. 2018).
- 1948: Tom Coburn, médico y político estadounidense (f. 2020).

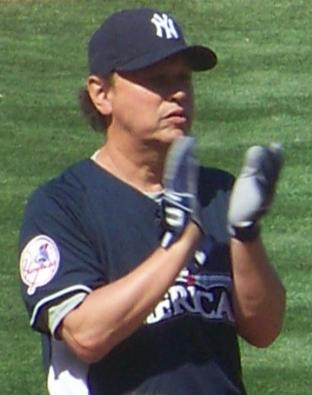
Billy Crystal.

- 1948: Billy Crystal, actor estadounidense.
- 1948: Theo Jansen, escultor neerlandés.
- 1948: James Nachtwey, fotógrafo estadounidense.
- 1949: Rafael Calderón Fournier, abogado y político costarricense, presidente de Costa Rica entre 1994 y 1998.
- 1952: Jaime Caruana, economista español.
- 1953: Julia López de la Torre, periodista española (f. 2010).
- 1955: Daniel Bertoni, futbolista argentino.
- 1956: Tessa Sanderson, atleta británica.

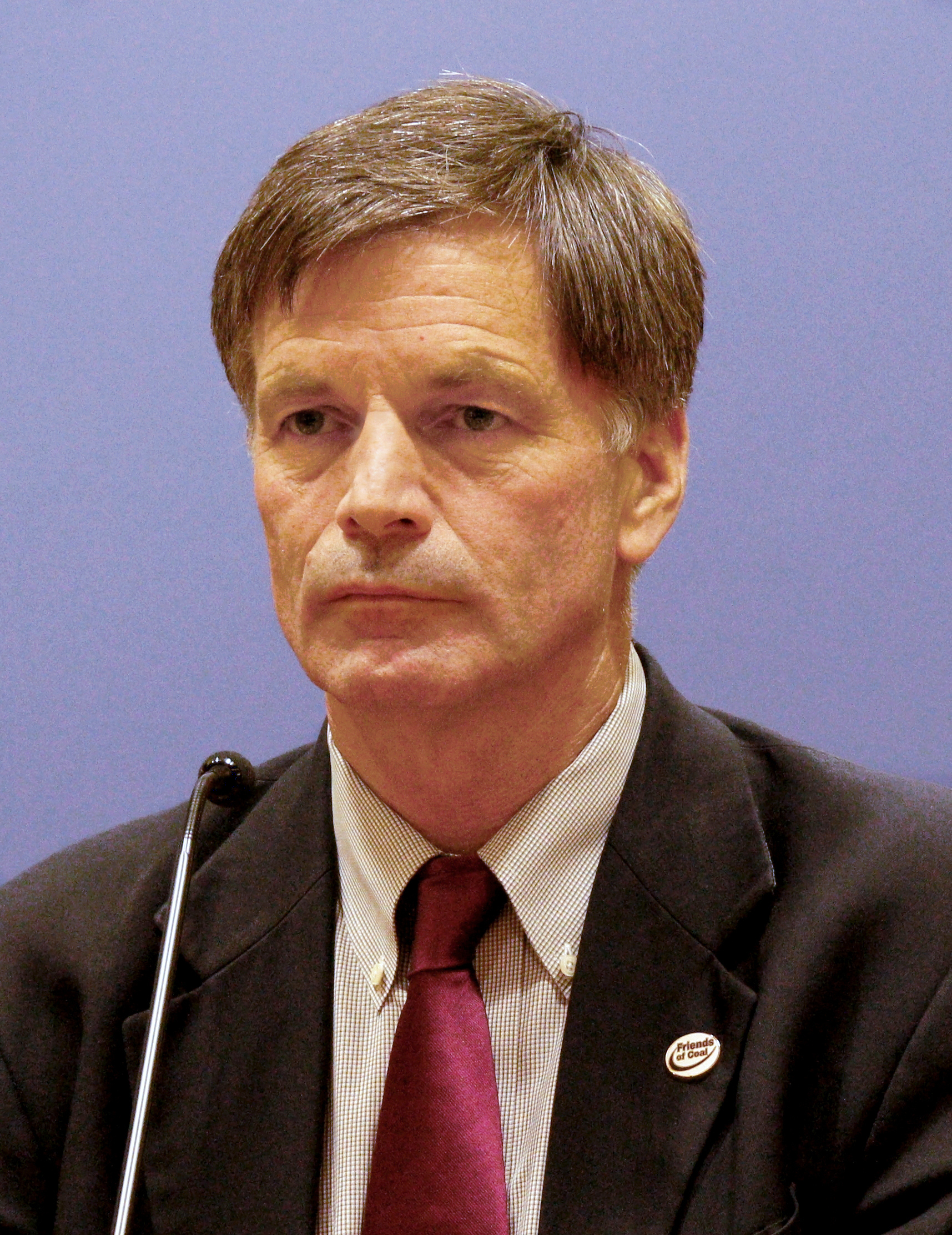
Mark Gordon

- 1957: Franco Frattini, eurodiputado y político italiano (f. 2022).
- 1957: Tad Williams, escritor estadounidense.
- 1957: Mark Gordon, político estadounidense, Gobernador de Wyoming desde 2019.

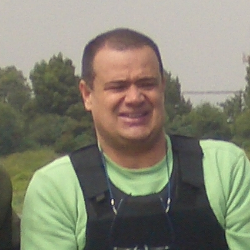
Luis Hernando Gómez

- 1958: Alberto II, aristócrata monegasco.
- 1958: Bruno Dumont, cineasta francés.
- 1958: Luis Hernando Gómez, narcotraficante colombiano.

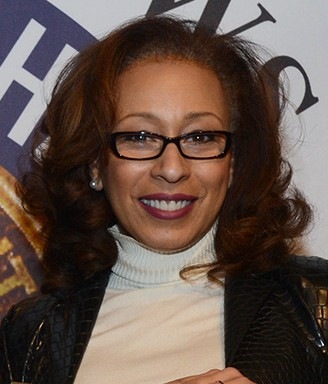
Tamara Tunie

- 1959: Tamara Tunie, actriz y directora estadounidense.
- 1959: Pierangelo Bincoletto, ciclista italiano.
- 1960: Kirby Puckett, beisbolista estadounidense. (f. 2006).
- 1961: José Luis Mendilibar Etxebarria, jugador y entrenador de fútbol español.
- 1961: Rey Washam, baterista estadounidense, de la banda Scratch Acid.
- 1962: Tsvetanka Jristova, atleta búlgara (f. 2008).
- 1963: Pedro Duque, ingeniero aeronáutico, astronauta y político español, primer astronauta de nacionalidad española.
- 1963: Toñi Salazar, cantante española, de la banda Azúcar Moreno.
- 1964: Roberto Gómez Fernández, productor, director, actor y comediante mexicano.
- 1965: Aamir Khan, actor y director indio.
- 1965: Kevin Williamson, guionista estadounidense.
- 1965: William Calderón Salazar, periodista colombiano.
- 1966:  José Delgado, periodista ecuatoriano
- 1966:  Gary Anthony Williams, actor estadounidense.
- 1967: Jorge Alfredo Vargas, presentador de noticias colombiano.
- 1968: James Frain, actor británico.
- 1969: Larry Johnson, baloncestista estadounidense.
- 1969: Michael Bland, baterista estadounidense, de la banda Soul Asylum.
- 1971: Alejandro Higashi, profesor mexicano.
- 1973: Betsy Brandt, actriz estadounidense.
- 1974: Anthony Carelli, luchador profesional canadiense.
- 1974: José Nivaldo Martins Constante, futbolista brasileño.
- 1974: Grace Park, actriz estadounidense.
- 1974: Eva Martín, actriz española.
- 1975: Steve Harper, futbolista inglés.
- 1976: Antonio Sancho, futbolista y entrenador mexicano.
- 1976: Corey Stoll, actor estadounidense.
- 1977: Zé António, futbolista portugués.
- 1977: Ida Corr, cantante y compositora danesa.
- 1977: Naoki Matsuda, futbolista japonés (f. 2011).
- 1977: Andrés Silvera, futbolista argentino.
- 1977: Kim Nam-il, futbolista y entrenador surcoreano.
- 1977: Frédéric Ceresoli, remero francés.
- 1978: María Casado, periodista española.
- 1978: Carlo Giuliani, activista antiglobalización italiano (f. 2001).
- 1978: Pieter van den Hoogenband, nadador neerlandés.
- 1978: Monica Mayhem, actriz pornográfica y bailarina exótica australiana.
- 1979: Nicolas Anelka, futbolista francés.
- 1979: Arsénio Cabungula, futbolista angoleño.
- 1979: Chris Klein, actor estadounidense.
- 1979: Antonio Serrano Dávila, futbolista peruano.
- 1979: Caleb Norkus, futbolista estadounidense.
- 1979: Reinaldo da Cruz Oliveira, futbolista brasileño.
- 1980: Mercedes McNab, actriz canadiense.
- 1980: Munetaka Aoki, actor japonés.
- 1980: Migue González, futbolista español.
- 1981: Jan Polák, futbolista checo.
- 1981: Naomichi Suzuki, abogado y político japonés, Gobernador de Hokkaidō desde 2019.
- 1981: Bobby Jenks, beisbolista estadounidense (f. 2025).
- 1982: François Sterchele, futbolista belga (f. 2008).
- 1982: Elidiano Marques, futbolista brasileño.

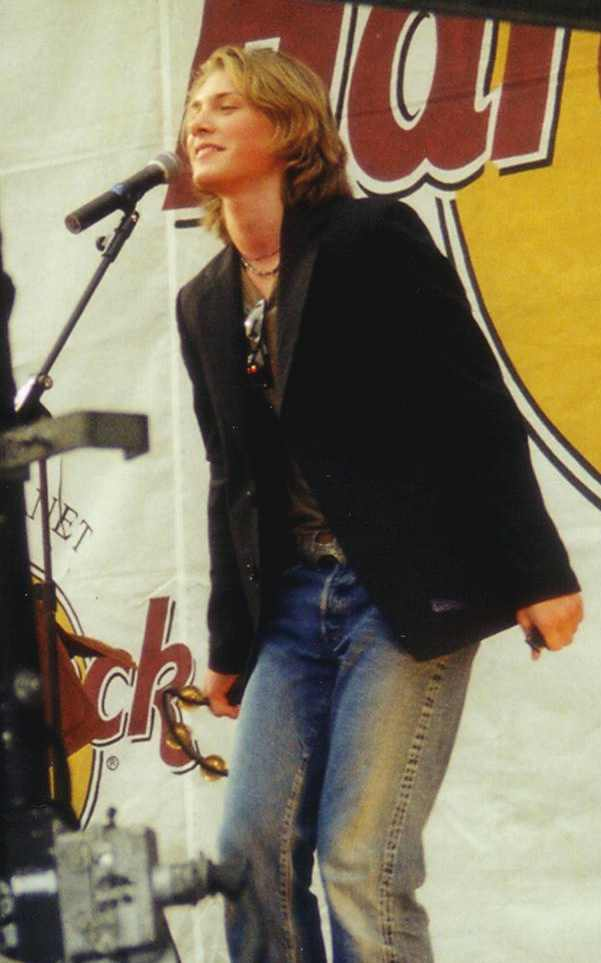
Taylor Hanson.

- 1983: Jordan Taylor Hanson, cantante estadounidense, de la banda Hanson.
- 1983: Fabrice Do Marcolino, futbolista gabonés.
- 1984: Liesel Matthews, actriz y cantante estadounidense.
- 1984: Antoni Porowski, presentador de televisión canadiense.
- 1985: Brianna Love, actriz pornográfica estadounidense.
- 1985: Juan Carlos Moreno Rojo, futbolista español.
- 1986: Jamie Bell, actor británico.
- 1987: Leandro Almeida Silva, futbolista brasileño.

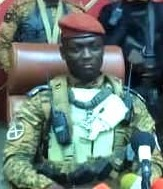
Ibrahim Traoré

- 1988: Lautaro Acosta, futbolista argentino.
- 1988: Bart Biemans, futbolista belga.
- 1988: Stephen Curry, baloncestista estadounidense.
- 1988: Sasha Grey, actriz y artista estadounidense.
- 1988: María Belén Bernal, mujer ecuatoriana desaparecida que fue encontrada muerta diez días después (f. 2022).
- 1988: Ibrahim Traoré, militar burkinés, Presidente de Burkina Faso desde 2022.
- 1989: Colby O'Donis, compositor y guitarrista estadounidense.
- 1989: Patrick Patterson, baloncestista estadounidense.
- 1989: Roman Procházka, futbolista eslovaco.
- 1990: Joe Allen, futbolista británico.
- 1990: Thali García, actriz y cantante mexicana.
- 1990: Kolbeinn Sigþórsson, futbolista islandés.
- 1990: Bander Nasser, futbolista saudí.
- 1991: Walter Kannemann, futbolista argentino.
- 1992: Jakson Follmann, futbolista brasileño.
- 1992: Giacomo Beretta, futbolista italiano.
- 1992: Elmar Reinders, ciclista neerlandés.
- 1993: Anna Ewers, modelo alemana.
- 1993: Víctor Álvarez, futbolista español.
- 1993: Renaud Ripart, futbolista francés.
- 1993: Bart Ravensbergen, balonmanista neerlandés.
- 1994: Ansel Elgort, actor estadounidense.
- 1994: Michael Lüftner, futbolista checo.
- 1994: Leonardo Bertone, futbolista suizo.
- 1995: Mathias Le Turnier, ciclista francés.
- 1995: Rachel Hilbert, modelo estadounidense.
- 1996: Arnar Freyr Arnarsson, balonmanista islandés.
- 1996: Dani Molina, futbolista español.
- 1996: Kevin Van Den Kerkhof, futbolista franco-argelino.
- 1996: Dean David, futbolista israelí.
- 1997: Alfred García, cantante español.
- 1997: Dawid Kownacki, futbolista polaco.
- 1997: Fashion Sakala, futbolista zambiano.
- 1997: Javier Sánchez de Felipe, futbolista español.
- 1997: Miles Robinson, futbolista estadounidense.
- 1997: Harrie Lavreysen, ciclista neerlandés.
- 1997: Simone Biles, gimnasta artística estadounidense.
- 1998: Christopher Blevins, ciclista estadounidense.
- 1998: Victória Albuquerque, futbolista brasileña.
- 1998: Katty Martínez, futbolista mexicana.
- 1998: Yvo Calleros, futbolista uruguayo.
- 1999: Žan Celar, futbolista esloveno.
- 1999: Marvin Bagley III, baloncestista estadounidense.
- 1999: Víctor Espinoza Apablaza, futbolista chileno.
- 1999: Sheldon Riley, cantante australiano.
- 2000: Ignacio Aliseda, futbolista argentino.
- 2000: Nicolas Gestin, piragüista francés.
- 2000: Nathan N'Goumou, futbolista francés.
- 2000: Carla Bautista, futbolista española.
- 2000: Mujaid, futbolista español.
- 2000: Daniel López Valdez, futbolista mexicano.
- 2000: Marsel Ismailgeci, futbolista albanés.
- 2000: Rebecca Smith, nadadora canadiense.
- 2000: Billal Brahimi, futbolista franco-argelino.
- 2003: Rubén Iranzo, futbolista español.
- 2008: Abby Ryder Fortson, actriz estadounidense.

## Fallecimientos

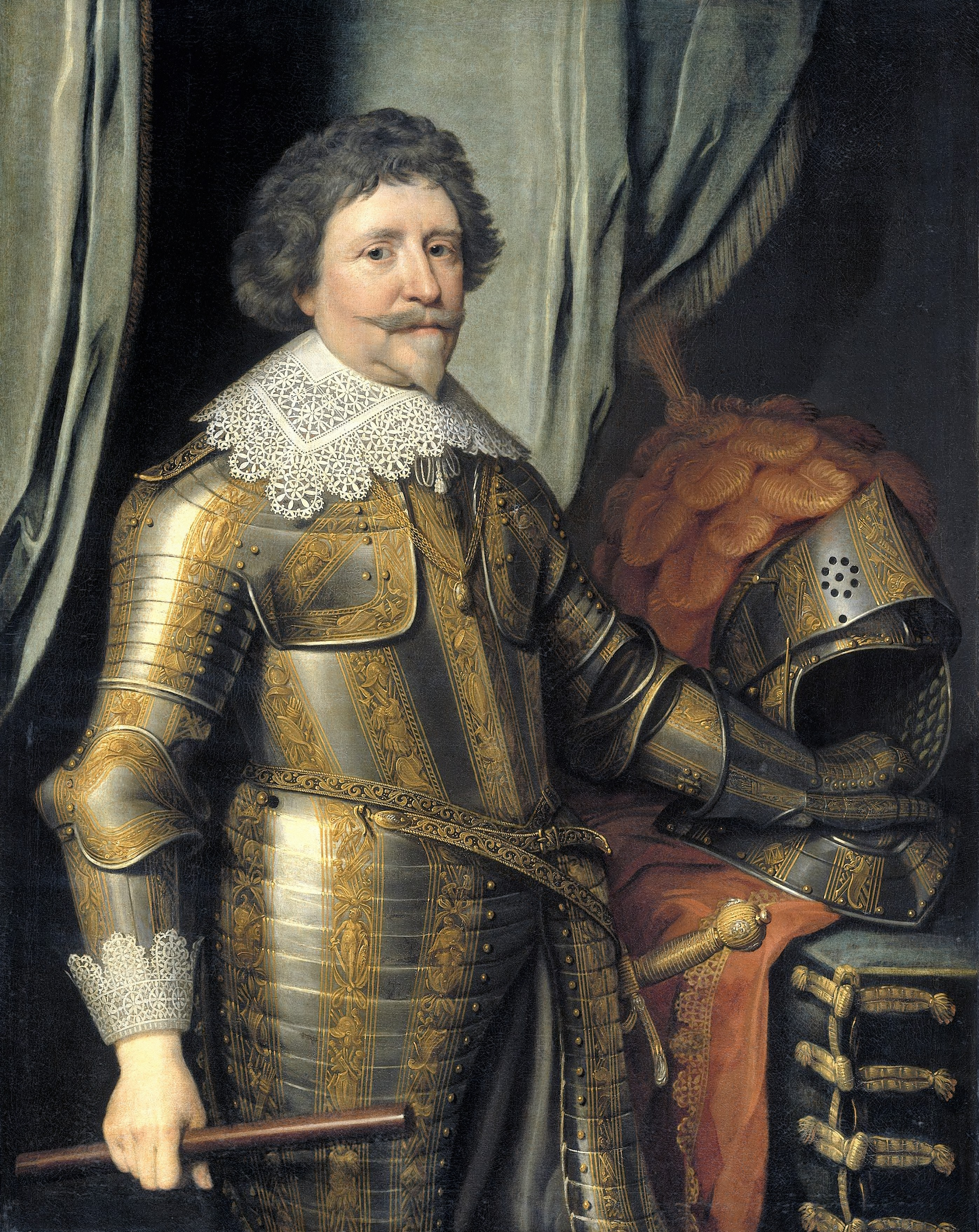
Federico Enrique de Orange-Nassau.

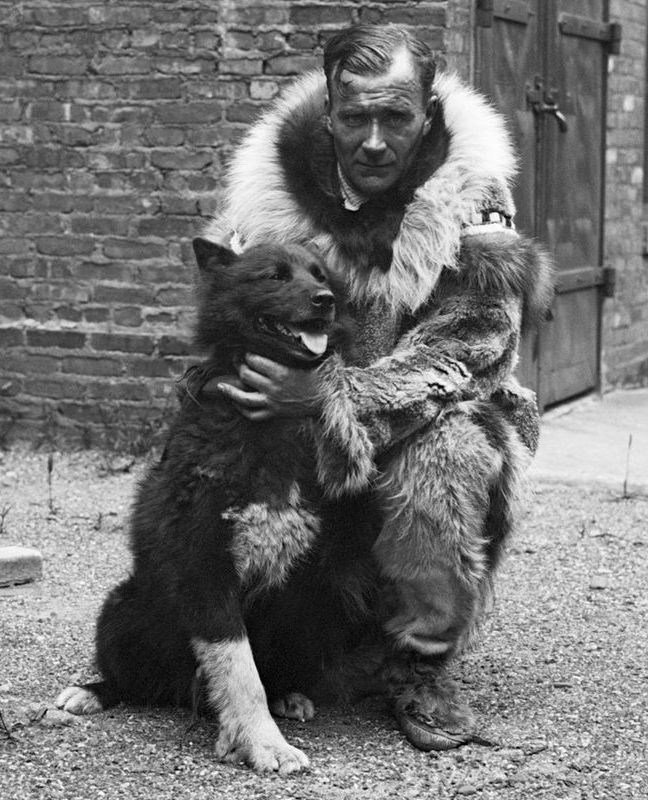
Balto en compañía de su dueño, Gunnar Kaasen.

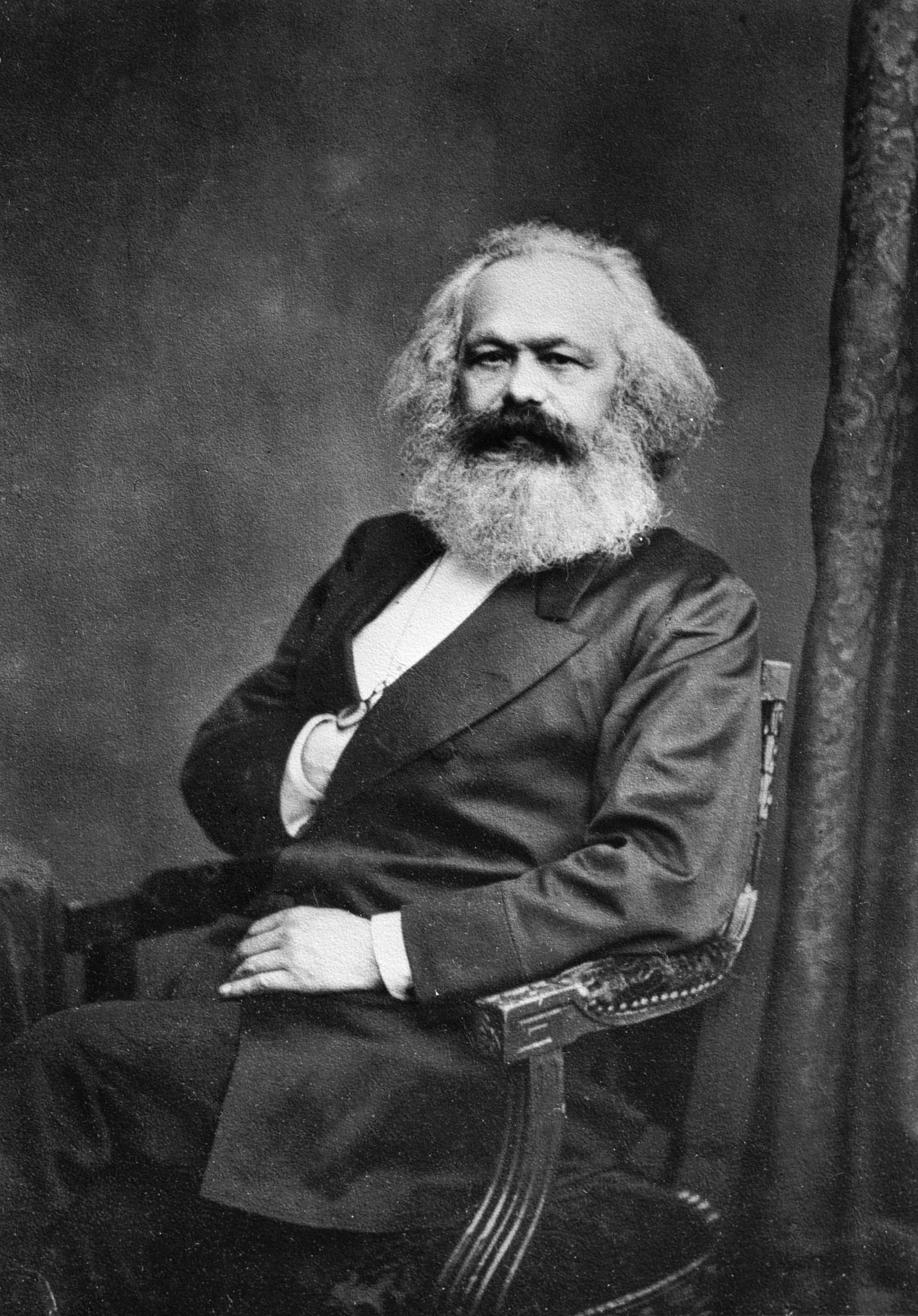
Karl Marx.

- 968: Matilde de Ringelheim (n. 895).
- 1096: Judit de Suabia, princesa del Sacro Imperio Romano Germánico (n. 1047).
- 1457: Jingtai, emperador chino (n. 1428).
- 1471: Thomas Malory, escritor inglés (n. 1405).
- 1565: Vasco de Quiroga, primer obispo de Michoacán (n. 1480).
- 1647: Federico Enrique de Orange-Nassau (n. 1584).
- 1682: Jacob Ruysdael, pintor neerlandés (n. 1628).
- 1696: Jean Domat, jurista francés (n. 1625).
- 1703: Robert Hooke, científico británico (n. 1635).
- 1803: Friedrich Gottlieb Klopstock, poeta alemán (n. 1724).
- 1811: Augustus FitzRoy, político británico (n. 1735).
- 1823: Charles François Dumouriez, general francés (n. 1739).
- 1823: John Jervis, marino y militar británico (n. 1735).
- 1860: Karl Chega, ingeniero italiano (n. 1802).
- 1861: Louis Niedermeyer, compositor y profesor franco-suizo (n. 1802).
- 1877: Juan Manuel de Rosas, político y militar argentino (n. 1793).
- 1882: Joaquín Pacheco Colás, administrador de la Hacienda pública, español (n. 1823).
- 1883: Karl Marx, filósofo, sociólogo, economista y escritor alemán (n. 1818).
- 1884: Buenaventura Báez, presidente dominicano (n. 1812).
- 1888: Rafael Martínez Molina, médico español (n. 1816).
- 1891: Théodore de Banville, escritor francés (n. 1823).
- 1919: León Guruciaga, maestro, periodista y escritor argentino de origen vasco (n. 1848).
- 1932: George Eastman, fotógrafo, inventor, y filántropo estadounidense, fundador de Kodak, una de las primeras empresas en fabricar material fotográfico en serie (n. 1854).
- 1933: Balto, perro de origen siberiano que salvó la vida de muchos niños al transportar la vacuna contra la difteria (n. 1919).
- 1939: José A. Muguerza, empresario, industrial y filántropo mexicano (n. 1858).
- 1945: Alexander Granach, actor alemán (n. 1893).
- 1946: Werner von Blomberg, general alemán (n. 1878).
- 1960: Oliver Kirk, boxeador estadounidense (n. 1884).
- 1962: Giovanna Berneri, anarquista italiana (n. 1897).
- 1965: Marion Jones Farquhar, tenista estadounidense (n. 1879).
- 1970: Fritz Perls, médico psiquiatra alemán (n. 1893).
- 1971: Pedro Barrié de la Maza, empresario español (n. 1888).
- 1973: Howard H. Aiken, ingeniero estadounidense (n. 1900).
- 1973: Rafael Godoy, compositor colombiano (n. 1907).
- 1975: Susan Hayward, actriz estadounidense (n. 1917).
- 1976: Busby Berkeley, director y coreógrafo estadounidense (n. 1895).
- 1978: Agustín Rueda Sierra, anarquista español (n. 1952).
- 1979: Charles Leslie Stevenson, filósofo estadounidense (n. 1906).
- 1980: Muhammad Hatta, político indonesio (n. 1902).
- 1980: Félix Rodríguez de la Fuente, documentalista y ambientalista español (n. 1928).
- 1981: Anastasio de Gracia, sindicalista y político español (n. 1890).
- 1989: Edward Abbey, escritor y ambientalista estadounidense (n. 1927).
- 1989: Zita de Borbón-Parma, aristócrata italiana, esposa del rey Carlos I (n. 1892).
- 1991: Margery Sharp, escritor británico (n. 1905).
- 1992: Jean Poiret, actor y director francés (n. 1926).
- 1994: Andreas Faber-Kaiser, ufólogo y escritor español (n. 1944).
- 1995: William Alfred Fowler, físico estadounidense, premio nobel de física en 1983 (n. 1911).
- 1997: Manuel Medel, actor y cómico mexicano (n. 1906).
- 1997: Fred Zinnemann, cineasta austriaco (n. 1907).
- 1998: Samuel Yankelevich, productor de televisión y empresario argentino (n. 1921).
- 1999: Kirk Alyn, actor estadounidense (n. 1910).
- 2004: Jorge Petraglia, director de teatro y actor argentino (n. 1927).
- 2005: Akira Yoshizawa, artista japonés de origami (n. 1911).
- 2006: Lennart Meri, político estonio, presidente de Estonia entre 1992 y 2001 (n. 1929).
- 2006: Alonso Zamora Vicente, filólogo, dialectólogo, lexicógrafo y escritor español (n. 1916).
- 2007: Lucie Aubrac, activista y educadora francesa (n. 1912).
- 2008: Chiara Lubich, religiosa italiana, fundadora del Movimiento de los Focolares (n. 1920).
- 2009: Alain Bashung, guionista y actor francés (n. 1947).
- 2010: Peter Graves, actor y cineasta estadounidense (n. 1926).
- 2012: Ċensu Tabone, político maltés, presidente de Malta entre 1989 y 1994 (n. 1913).
- 2013: Ieng Sary, político y genocida camboyano de origen vietnamita (n. 1925), cofundador del Jemer Rojo.
- 2015: Nicanor Restrepo Santamaría, fue un empresario, e ingeniero colombiano, fundador y presidente del conglomerado colombiano Grupo Empresarial Antioqueño (n. 1941).
- 2017: Berto Fontana, actor y director de teatro uruguayo (n. 1925).

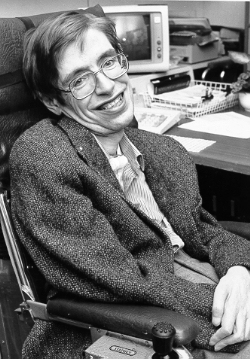
Stephen Hawking.

- 2017: Rodrigo Valdez, fue un boxeador colombiano, dos veces campeón mundial de los pesos medianos (n. 1946).
- 2018: Emilio Disi, actor y humorista argentino (n. 1943).
- 2018: Stephen Hawking, físico, astrofísico, cosmólogo y divulgador científico británico (n. 1942).
- 2019: Charlie Whiting, ingeniero británico (n. 1952).
- 2020: Mariano Puga, sacerdote católico y activista por los derechos humanos chileno (n. 1931).
- 2021: Henry Darrow, actor estadounidense (n. 1933).
- 2021: Sax (Eulalio Cervantes), músico y compositor mexicano (n. 1968).
- 2022: Charles Greene, atleta estadounidense (n. 1945).
- 2022: Gianluca Ferraris, escritor y periodista italiano (n. 1976).
- 2022: Scott Hall, luchador estadounidense (n. 1958).
- 2024: La Gilbertona, influencer mexicano de la comunidad LGBTQ+ (n. 1936).
- 2025: Dag Solstad, escritor noruego (n. 1941).

## Celebraciones
- Día Internacional de las Matemáticas.

- Día Internacional de la Incontinencia Urinaria.[3]

- Día Internacional de Acción contra las Represas y por los Ríos, el Agua y la Vida.[4]

- Día de π.
Dedicado al número pi por la forma en que se escribe, en el formato usado en los Estados Unidos, el 14 de marzo (3,14: primero el mes y luego el día).[5]

- Día Mundial de la Endometriosis.[6]

Compartidas 
- Japón  Corea del Sur  Vietnam  República de China  Hong Kong y  China: 
  - White Day, el cual es parecido al Día de San Valentín. El día blanco (ホワイトデー Howaito dee?) es una festividad celebrada el 14 de marzo en países asiáticos como Japón, Corea del Sur, Vietnam,[7] Taiwán,[8]Hong Kong y China,[9]exactamente un mes después del Día de San Valentín.

- Unión Europea:
  - Día Europeo para la Prevención del Riesgo Cardiovascular.[10]

Por países
(Por orden alfabético)
- Albania:
  - Día de Verano.[11]

- Andorra:
  - Día de la Constitución.[12]

- Argentina: 
  - Día Nacional de las Escuelas de Frontera.[13]
Conmemora la Ley 19524/1972 que garantiza educación de calidad en zonas rurales y fronterizas. Esta ley protege y organiza las escuelas de frontera para garantizar el derecho a la educación de todos los argentinos.
  - Día del Trabajador de la Alimentación.[14]

- San Vicente y las Granadinas:
  - Día de los Héroes Nacionales.[15]

### Santoral católico
- San Alejandro de Pidna, mártir (f. c. 390).
- San Lázaro de Milán, obispo (s. V).
- San Leobino de Chartres, obispo (f. c. 557).
- Santa Matilde de Quedlinburg, (f. 968).
- Santa Paulina de Fulda, religiosa (f. 1107).
- Beato Agno de Zaragoza, obispo (f. 1260).
- Beata Eva del Monte Cornelio, reclusa (f. 1265).
- Beato Jacobo Cusmano, presbítero (f. 1888).
- Beato Plácido Riccardi, presbítero (f. 1915).